# Список знаменосцев Ливии на Олимпийских играх
Это список знаменосцев, которые представляли Ливию на Олимпийских играх.
Знаменосцы несут национальный флаг своей страны на церемонии открытия Олимпийских игр.
| # | Год, Место   | Сезон | Имя Фамилия          | Вид спорта       |
| - | ------------ | ----- | -------------------- | ---------------- |
| 1 | 1996 Атланта | Лето  | Эльмехди Абулкхеират |                  |
| 2 | 2000 Сидней  | Лето  | Низар Мохамед Наеели | Таэквондо        |
| 3 | 2004 Афины   | Лето  | Мохамед Эштиви       | Тяжёлая атлетика |
| 4 | 2008 Пекин   | Лето  | Мохамед Бен Салех    | Дзюдо            |
| 5 | 2012 Лондон  | Лето  | Мохамед Хоужа        | Плавание         |